# Teoxènies
Les Teoxènies (en grec antic: Θεοξένια, 'hospitalitat divina'; sovint simplement ξένια) eren uns festivals celebrats a l'antiga Grècia. Era una festa sagrada que es dedicava als déus i als herois, que eren considerats convidats d'honor. De vegades els hostes convidaven mortals perquè els acompanyessin. A semblança d'aquestes festes els romans celebraven el Lectisterne.
Durant les Teoxènies se celebrava un banquet on assistien els déus, normalment els dotze déus olímpics (encara que el concepte es pot ampliar molt). La primera menció la fa Homer a la Ilíada (II, 1425). Les Teoxènies deriven dels aniversaris o en celebracions de victòries i successos importants celebrats per algunes famílies o tribus, en les quals muntaven unes grans taules de celebració amb grans banquets, que s'anomenaven Xènies, tant si eren públiques com privades. D'aquest culte familiar en va sortir la gran festa a Delfos de les Teoxènies Dèlfiques, organitzades per la ciutat, que va donar lloc al mes de Teoxeni al calendari de la ciutat. Es deia que era una celebració molt antiga, d'abans que Apol·lo fos el déu de Delfos, i era Zeus el que presidia el convit.
En època històrica els déus honorats eren Apol·lo i Leto. Els déus convidats se situaven en diverses taules on es col·locaven llits o pulvinars coberts amb coixins, on es reclinaven per menjar. No es creu que fos necessari posar-hi les estàtues dels déus al damunt, com sí que es feia al Lectisterne romà. Es considerava que els déus convidats eren presents en el lloc assignat, encara que de vegades se situaven gerros amb la imatge dels déus per indicar-ne la presència espiritual. Ateneu de Nàucratis diu que els habitants de Delfos oferien porros a Leto, i el que l'oferia més gros participava d'una part del banquet que s'havia preparat per la deessa. Píndar, afavorit per Apol·lo, va ser convidat a aquests banquets, i sembla que també ho eren els seus descendents. Els sacerdots del temple d'Apol·lo a Delfos també hi assistien, com a representants dels mortals. Dels herois que assistien als banquets, els més coneguts eren Hèracles i els Dioscurs, encara que també hi tenien cabuda Asclepi i altres personatges divinitzats.
Les festes se celebraven en molts llocs: Esparta, Acragant i Atenes, on Dionís tenia també un paper rellevant com a déu de la festa; i a Andros, on Dionís, de manera miraculosa, va fer brollar vi del seu temple.